# Bruno Giacometti
Bruno Giacometti (ur. 24 sierpnia 1907 w Stampa, zm. 21 marca 2012 w Zollikon) – szwajcarski architekt.
Jego rodzicami byli malarz Giovanni Giacometti i jego żona Annetta z domu Stampa (1871–1964). Dwaj starsi bracia: Diego i Alberto Giacometti byli znanymi szwajcarskimi artystami.
Dyplom uzyskał na Politechnice Federalnej w Zurychu u Karla Mosera i Otto Salvisberga. Pracował jako architekt początkowo dla Karla Egendera w jego biurze w Zurychu. W tej roli wziął udział w projektowaniu Hallenstadion (1939) oraz Wystawy Krajowej 1939.
W 1940 otworzył własne biuro architektoniczne w Zurychu.
Projektował głównie w kantonach Zurych i Gryzonia. Wiele z jego realizacji to domy jednorodzinne, ma też w dorobku budowle publiczne i wystawowe. Zaprojektował między innymi budynki Instytutu Higieny i Instytutu Farmakologii Uniwersytetu w Zurychu, Klinikę Epilepsji w Zurychu, szpital w Dielsdorf (Zurych), ratusz w Uster, Gryzońskie Muzeum Historii Naturalnej w Chur. Jego dziełem były pawilony szwajcarskie na wystawy w Paryżu i Mediolanie oraz pawilon na Biennale w Wenecji (1952).
W 1993 otrzymał złoty medal honorowy od kantonu Zurych. W 2006 Bruno Giacometti i jego żona Odette Giacometti (z domu Duperret) zostali nagrodzeni przez miasto Zurych Medalem Heinricha Wölfflina.
Spoczywa na cmentarzu w Borgonovo.